# ابن ماما
ابن ماما (ت. 436 هـ / 1044 م) هو مؤرخ ومحدث ، من أهل أصبهان.
هو أبو حامد أحمد بن محمد بن أحيد (كأهيف) ابن عبد الله بن ماما. له «ذيل» على «تاريخ بخارى» لغُنجار.